# Amphiglossus meva
Amphiglossus meva là một loài thằn lằn trong họ Scincidae. Loài này được Miralles, Raselimanana, Rakotomalala, Vences & Vieites mô tả khoa học đầu tiên năm 2011.